# يوسوكي كاوابوتشي
يوسوكي كاوابوتشي (باليابانية: 川淵 勇祐) (21 أبريل 1986 في إباراكي في اليابان – )؛ هو لاعب كرة قدم سابق كان يلعب كمهاجم.

## وصلات خارجية
- يوسوكي كاوابوتشي على موقع عالم كرة القدم.نت (الإنجليزية)